# بطولة العالم للسوبربايك
بطولة العالم للسوبربايك (بالإنجليزية: Superbike World Championship)‏ وتختصر كـ SBK هي بطولة عالمية لسباقات السوبربايك تأسست في سنة 1988. يتكون الموسم الواحد من بطولة العالم للسوبربايك من سلسلة من الجولات التي تجري في مرافق سباق دائمة. كل جولة تتكون من سباقين ويتم دمج نتيجة كل سباق مع نتيجة الآخر لكي يتم تحديد بطل الراكبين وبطل المصنّعين.
تعتبر أوروبا هي المركز والسوق الرئيسي لبطولة العالم للسوبربايك  مع ذلك تقام جولات في عدة بلدان خارج القارة الأوروبية وهي الولايات المتحدة، ماليزيا، نيوزيلندا، كندا، اليابان، أستراليا، قطر، روسيا وجنوب أفريقيا.

## وصلات خارجية
- الموقع الرسمي